# Anna Konkina
Anna Konkina née le 14 juillet 1947 à Kyrylivka en Russie, est une coureuse cycliste soviétique. Elle a remporté le championnat du monde sur route à Leicester en 1970 et à Mendrisio en 1971.

## Palmarès
- 1967
  -  3e du championnat du monde sur route
- 1970
  -  Championne du monde sur route
- 1971
  -  Championne du monde sur route
- 1972
  -  3e du championnat du monde sur route